# Portomaggiore
Portomaggiore – miejscowość i gmina we Włoszech, w regionie Emilia-Romania, w prowincji Ferrara.
W Portomaggiore urodził się Davide Santon.
Według danych na rok 2004 gminę zamieszkuje 11 861 osób, 94,1 os./km².